# ورزشگاه بای‌آرنا
 ورزشگاه بای‌آرنا  (به آلمانی: BayArena) ورزشگاهی در شهر لورکوزن در کشور آلمان است.
بازی‌های خانگی بایر ۰۴ لورکوزن در این ورزشگاه برگزار می‌شود.

## نگارخانه

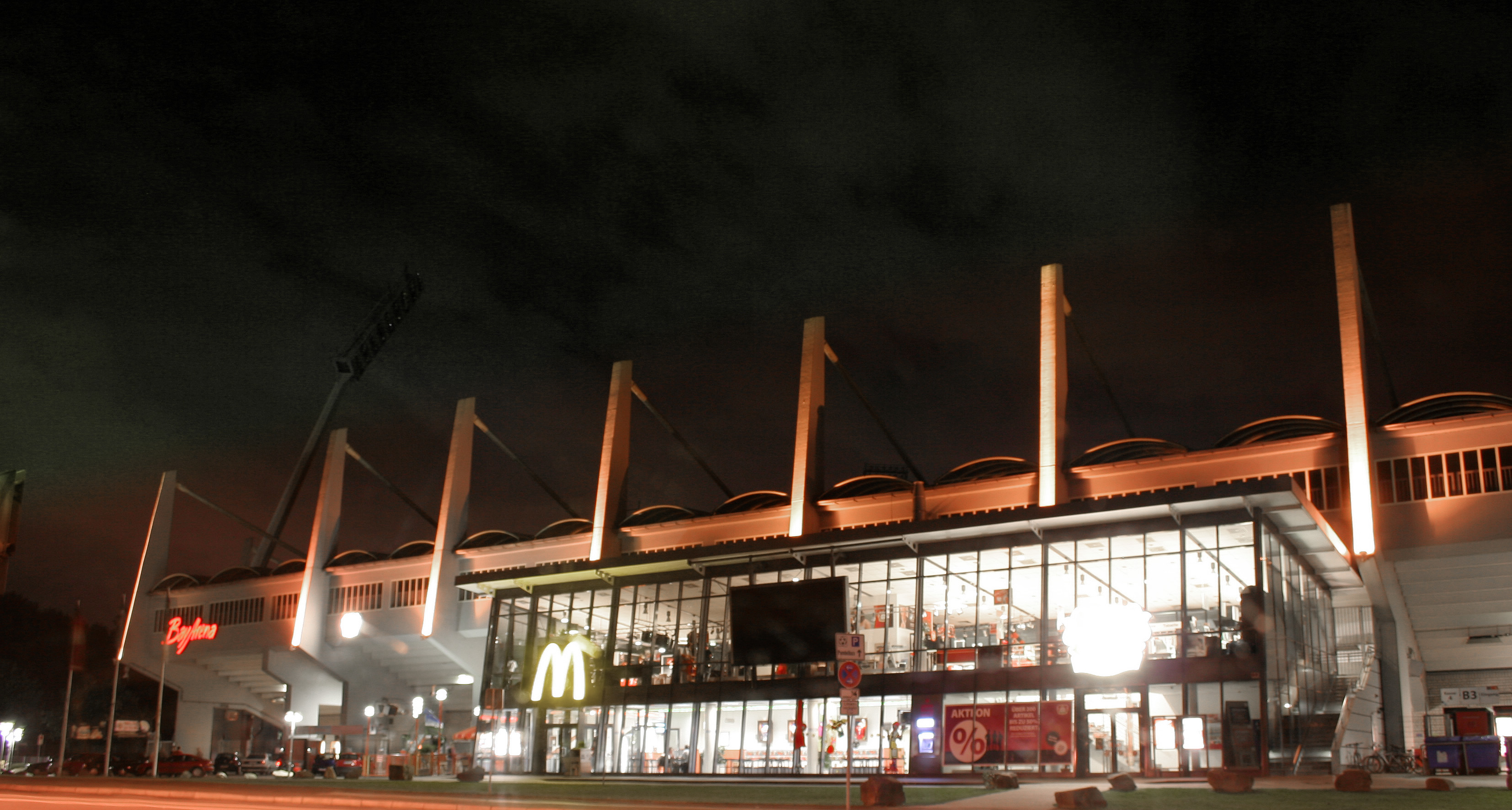
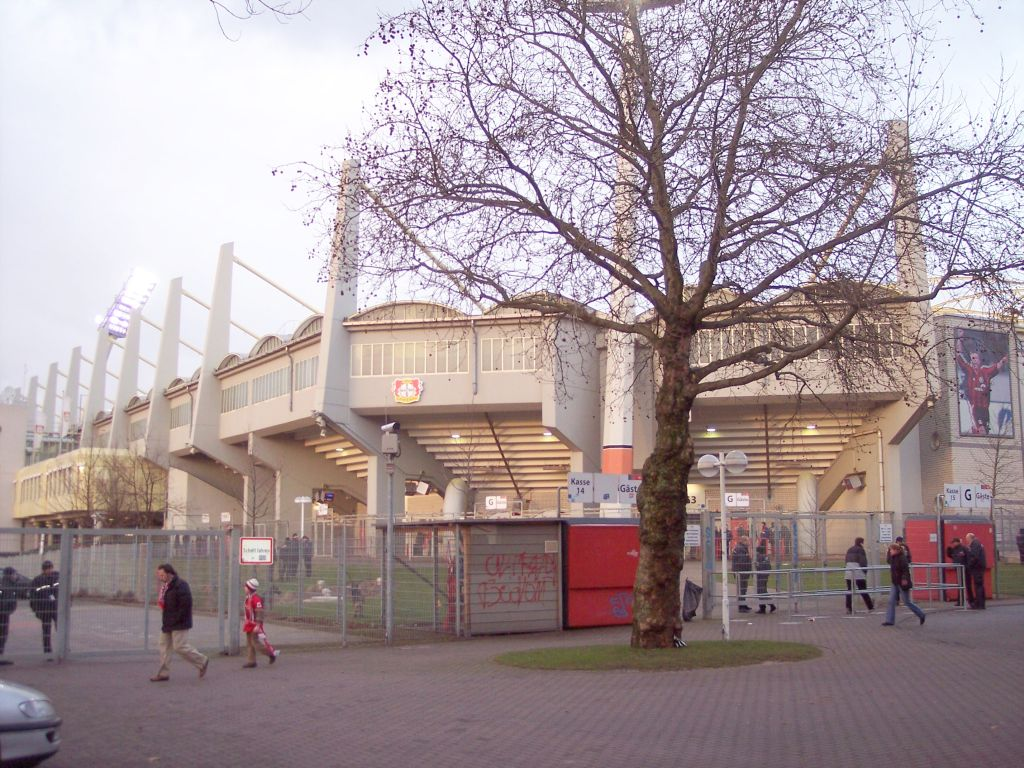